# Greg Pryor
Gregory "Greg" Pryor, Jr., (Memphis, Tennessee, 11 de septiembre de 1995) es un baloncestista estadounidense que pertenece a la plantilla del Union Sportive Avignon de la NM1, la tercera división del baloncesto francés. Con 1,88 metros de estatura, juega en la posición de base.

## Trayectoria deportiva

### Universidad
Jugó cuatro temporadas con los Mocs de la Universidad de Tennessee en Chattanooga, en las que promedió 9,5 puntos, 2,3 rebotes, 2,7 asistencias y 1,3 robos de balón por partido. En 2015 fue incluido por la prensa especializada en el tercer mejor quinteto de la SoCon.
Ostenta el récord de su universidad de titularidades, habiendo salido en el quinteto de inicio en 125 de los 126 partidos que jugó. Es además el único Moc en acumular al menos 1.200 puntos, 300 asistencias y 150 robos.

### Profesional
Tras no ser elegido en el Draft de la NBA de 2017, en el mes de julio formó su promer contrato profesional con el Union Tarbes-Lourdes Pyrénées Basket de la Nationale Masculine 1, la tercera división francesa. Allí jugó una temporada como titular, en la que promedió 13,0 puntos y 3,6 asistencias por partido, pero no pudo evitar el descenso de su equipo a la NM2.
El 22 de julio de 2018 firmó contrato por una temporada con el Glasgow Rocks de la British Basketball League, la primera división del baloncesto británico.